# Pelican (dolina)
Dolina Pelican – dolina leżąca w Parku Narodowym Yellowstone, w stanie Wyoming, w Stanach Zjednoczonych. Szeroka, zalesiona dolina położona jest na wschód od Fishing Bridge na terenie kaldery Yellowstone. Przez dolinę przepływa niewielka rzeczka – Pelican Creek wpadająca do jeziora Yellowstone.
Dolina Pelican swoją nazwę zawdzięcza pelikanowi dzioborogiemu, który w cieplejszych miesiącach roku zakłada niewielkie kolonie na jeziorach Parku Yellowstone. W dolinie istnieje szlak Pelican Valley Trial stworzony po to by turyści mogli podziwiać te wielkie ptaki. Oprócz tego dolina należy także do najpopularniejszych dzięki swojej malowniczości oraz masowemu występowaniu dzikich zwierząt. Na wiosnę często pozostaje zamknięta wraz z Doliną Hayden z racji występowania niedźwiedzi grizli, w późniejszym okresie licznie występują w dolinie kojoty, łosie i wilki.